# Townsend (Massachusetts)
Townsend é uma vila localizada no condado de Middlesex no estado estadounidense de Massachusetts. No Censo de 2010 tinha uma população de 8.926 habitantes e uma densidade populacional de 104,23 pessoas por km².

## Geografia
Townsend encontra-se localizado nas coordenadas 42° 39′ 54″ N, 71° 42′ 43″ O. Segundo o Departamento do Censo dos Estados Unidos, Townsend tem uma superfície total de 85.64 km², da qual 84.95 km² correspondem a terra firme e (0.8%) 0.68 km² é água.

## Demografia
Segundo o censo de 2010, tinha 8.926 pessoas residindo em Townsend. A densidade populacional era de 104,23 hab./km². Dos 8.926 habitantes, Townsend estava composto pelo 96.62% brancos, o 0.63% eram afroamericanos, o 0.2% eram amerindios, o 0.84% eram asiáticos, o 0% eram insulares do Pacífico, o 0.39% eram de outras raças e o 1.32% pertenciam a duas ou mais raças. Do total da população o 1.83% eram hispanos ou latinos de qualquer raça.